# Richard Nikolaus Graf Coudenhove-Kalergi
Richard Nicolaus Coudenhove-Kalergi (16 de novembro de 1894 – 27 de julho de 1972) foi um político, geopolítico e filósofo austríaco, fundador da União Pan-Europeia e inspirador ideológico da União Europeia moderna. Seus pais eram o conde Heinrich von Coudenhove-Kalergi, diplomata austríaco, e Mitsuko Aoyama, filha de um negociante de antiguidades e magnata do petróleo, em Tóquio.
Em 1950, ele foi a primeira pessoa que recebeu o Karlspreis.
Foi também quem propôs que o Hino da Alegria de Beethoven fosse adoptado como Hino da Europa.